# Andrew Craighan
Andrew Craighan (18 luglio 1970) è un chitarrista inglese di genere metal, attualmente membro dei My Dying Bride, di cui è l'unico componente fondatore presente insieme a Aaron Stainthorpe. Andrew ha suonato anche dal 1989 al 1990 nel gruppo Abiosis.

## Equipaggiamento
- ESP Guitars
- Line 6 Processors
- Marshall Amplification
- Mayones Guitars